# Milonga (glazbeni žanr)
Milonga je glazbeni žanr, svojevrsna glazba plesa tango, koja svoje korijene vuče s područja Rio de la Plate, estuarija na granici Urugvaja i Argentine, gdje je ujedno ta glazba i najraširenija. Svoju popularnost stekla je tijekom 1870-ih, kada se razvijala iz payada, vokalno-instrumentalne glazbe specifične za Brazil, Čile, Paragvaj i Urugvaj. Milonga je poznata po izvođenju u dvočetvrtinskoj mjeri uz česte promjene taktova i vrlo sinkopiranom ritmu.
Često se u većini skladbi milonga glazbe, svaka nota svira naglašeno (tzv. staccato), odnosno brzo i kratko.
Milonga je često pratnja plesnih parova koji plešu tango, jer je zbog svog posebnog naglašenog ritma pogodna za ples. Ima i neke ritmičke sličnosti s polkom.
Tijekom 1890-ih južnoamerički glazbenici su glazbene oblike milonge uvrstili u sastavnice tanga, zbog čega je taj ples doživio nagli razvoj i stekao veliku popularnost.
Na španjolskom jeziku milonga označava i »mjesto gdje se pleše tango« i istoimeni ples koji se, uz tango, pleše na milonga glazbu.
Argentinski skladatelj, pjevač i pijanist Fernando Otero, dobitnik glazbene nagrade Grammy, većinu je svojih koncerata za komorne sastave temeljio na ovoj glazbi.
Od poznatih izvođača najviše se ističe argentinski rock pjevač Kevin Johansen koji je svoju glazbenu karijeru započeo pjevanjem ove glazbe po milongama (mjestima gdje se pleše tango).